# Вірчіс Володимир Володимирович
Володимир Вірчис (18 серпня 1973, Каховка — 28 січня 2022, Київ) — український боксер-професіонал, який виступав у важкій ваговій категорії.

## Боксерська кар'єра
Володимир Вірчіс відомий як «Мисливець», перший бій на профіринзі провів в 1999 році проти Андрія Олійника. З перших 20 боїв 17 закінчив достроково, нокаутуючи суперників.
Був інтерконтинентальним чемпіоном за версією IBF (2003—2004), інтерконтинентальним чемпіоном за версією WBO (2005—2006).
Першої поразки зазнав 11 березня 2006 року, коли зіткнувся з непереможним Русланом Чагаєвим і програв за рішенням суддів (114—115, 112—116, 114—114).
19 травня 2007 року, нокаутувавши чемпіона Європи Паоло Відоца, став чемпіоном Європи EBU.
27 вересня 2008 року програв кубинцю Хуану Карлосу Гомесові рішенням суддів (110—117, 109—117, 111—115), втративши можливість провести бій з чемпіоном WBC Віталієм Кличком.. Після поразки Вірчіс оголосив про завершення кар'єри.
Всього на професійному ринзі Володимир Вірчіс провів 28 боїв і здобув 26 перемог (21 нокаутом). У його активі також дві поразки.

## Смерть
Тіло Вірчіса було виявлене перехожим в ніч на 28 січня 2022 року у Дніпровському районі. До поліції Києва надійшло повідомлення від перехожого про те, що поблизу будинку на вулиці Раїси Окіпної він виявив повішеним невідомого чоловіка. На місці події правоохоронці виявили тіло чоловіка без ознак життя із зашморгом на шиї. У результаті було встановлено, що загиблим виявився український боксер Володимир Вірчіс.